# 蝙蝠座 (キャバレー)

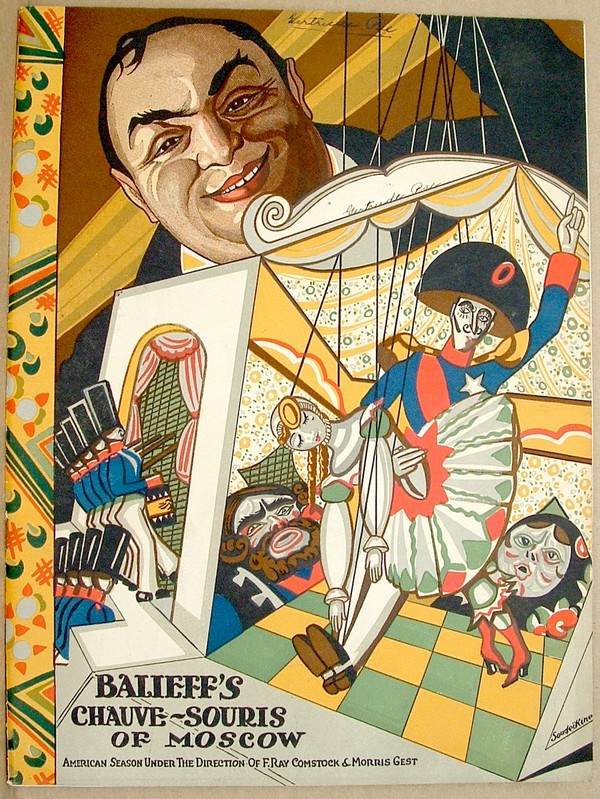
1922年のアメリカ公演でのプログラム表紙

蝙蝠座（こうもりざ、ロシア語: Летучая мышь レトゥーチャヤ・ムイシ）は、20世紀初めのモスクワにあったキャバレー。ロシア革命後にはパリに移ってモスクワ蝙蝠座（フランス語: Le Théâtre de la Chauve-Souris à Moscou）の名前で活動した。

## 歴史

### 革命前
蝙蝠座はロシア最初の深夜キャバレーで、1908年にロシアに出現した3つのキャバレーの1つである。ニキータ・バリエフとニコライ・タラソフの2人のアルメニア系ロシア人によってモスクワで設立された（他の2つはサンクトペテルブルグにあった）。もともとモスクワ芸術座の団員が四旬節に行っていたパーティー（ロシア語でカプーストニク、すなわちキャベツ・パーティーと呼ばれるもの）に由来する。バリエフとタラソフは1906年以来このパーティーの幹事役をつとめていたが、1908年2月29日に芸術座から独立した蝙蝠座になった。「蝙蝠」の名前はウィーンにあったキャバレー「蝙蝠」 (de:Cabaret Fledermaus) に由来する可能性もあるが、最初地下室で営業していたことに由来すると考えた方がより適当である。当初は非公開で、モスクワ芸術座の仲間内の施設だった。内容は喜劇的小品・歌・踊りを司会をつとめたバリエフがつないでいくものだったが、バリエフは機知あふれる話術で客を飽きさせず、評判になった。
1912年にはより大きな建物に移動し、客席を一般公開して商業的公演を開始した。
蝙蝠座の出し物の中で特に有名になったのはイェッセル『おもちゃの兵隊の観兵式』にあわせて玩具の兵隊に扮した俳優たちが滑稽な行進をするもので、1911年にはじめて上演されて以来大評判となった。ほかに『カーチェンカ (катенька)』などの出し物があった。
ロシア革命後も繁栄を続けたが、イデオロギー的な非難が相次いで方針転換を余儀なくされた。バリエフは1918年にオデッサとキエフに巡業に出た後、1920年に劇団の一部を引き連れて亡命し、パリへ向かった。残ったメンバーはモスクワで営業を続けたが、1922年の春に抑圧されて蝙蝠座は解散した。

### パリの蝙蝠座

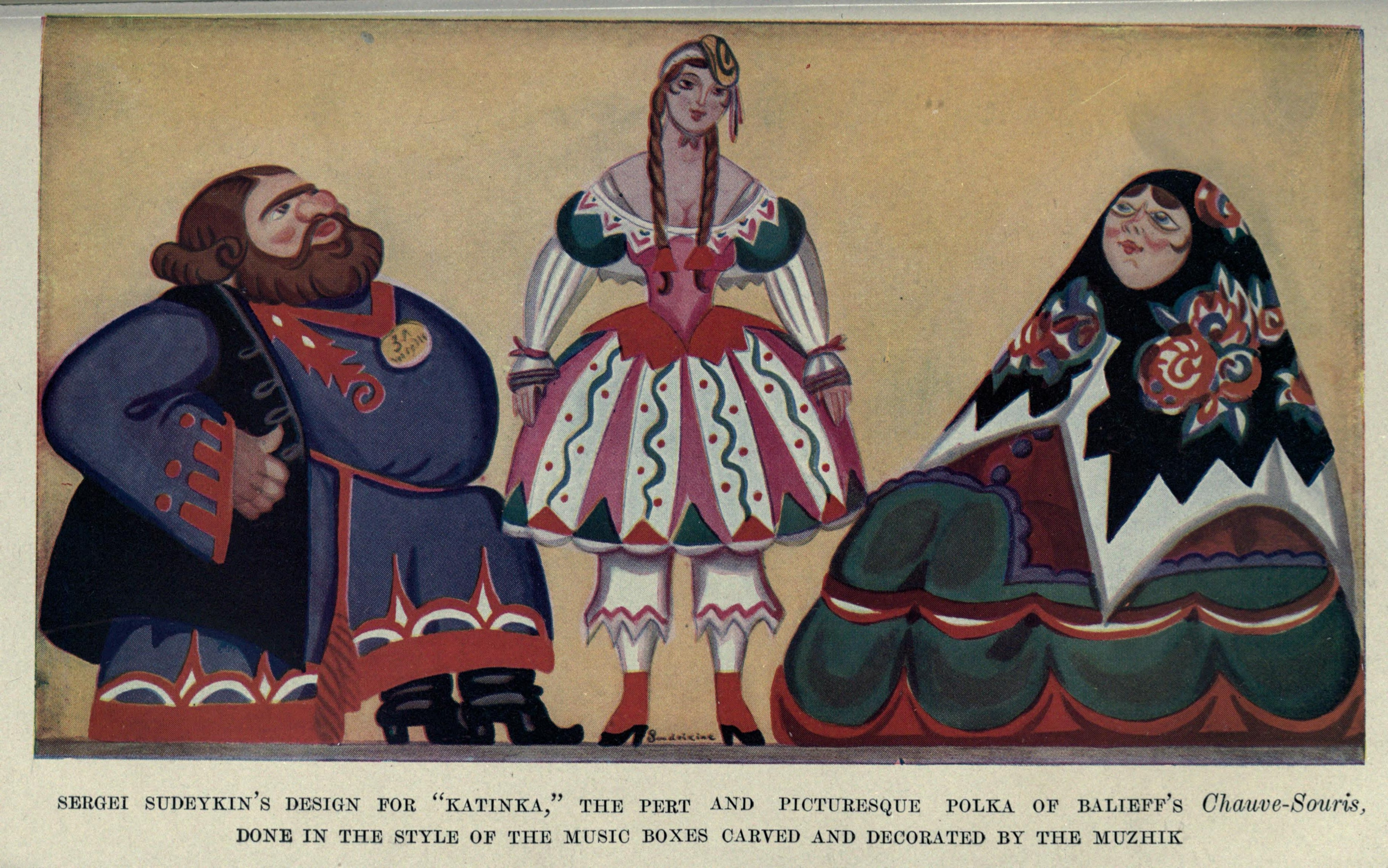
スデイキンによるカチンカ（カーチェンカ）のための衣装

1920年12月、亡命したバリエフはパリのシャンゼリゼ通りにあるフェミナ劇場 (Théâtre Fémina) において他の亡命ロシア人とともにモスクワ蝙蝠座を再開した。蝙蝠座はすぐに有名になり、パリだけでなく1921年にはロンドン、1922年にはアメリカ合衆国に巡業した。バリエフの話術は亡命先でも健在だったが、わざと舌たらずのフランス語や英語で観客の笑いを誘いだしていたという。またセルゲイ・スデイキンによる美術や衣装も魅力的だった。スデイキンはバレエ・リュスの美術も担当しており、そのツテでセルゲイ・ディアギレフ、ボリス・コフノ、イーゴリ・ストラヴィンスキーなどの人々が蝙蝠座に集まって互いに知りあった。リチャード・タラスキンによると、ストラヴィンスキーが自伝の中で小管弦楽のための組曲第2番を「ミュージック・ホールのために」編曲した、といっているのは蝙蝠座を指し、その第3曲「ポルカ」の中に『カーチェンカ』の旋律が引用されている。コフノがリブレットを書き、ストラヴィンスキーが作曲したオペラ『マヴラ』は蝙蝠座の出し物の影響を受けているのではないかと考えられる。
『おもちゃの兵隊の観兵式』の出し物はロシア時代と同様に人気があり、この曲が国際的に知られる契機になった。1933年以来上演されているロケッツによる『おもちゃの兵隊の観兵式』は蝙蝠座の公演に影響されたものである。
蝙蝠座はアメリカでとくに人気があり、1920年代に何度も訪米公演している。
その後、バリエフが1936年にアメリカで死去したことにより、事実上蝙蝠座は終焉を迎えた。

## 影響
日本で1930年に池谷信三郎、舟橋聖一らによって設立された蝙蝠座はバリエフの蝙蝠座から名前を取っている。